# DSA-194
La DSA-194 es una carretera perteneciente a la Red Secundaria de la Diputación Provincial de Salamanca que da acceso al Santuario de El Castañar desde la localidad de Béjar.

## Origen y Destino
La carretera  DSA-194  tiene su origen en en el casco urbano de Béjar en la intersección con la carretera  N-630 , y termina en el entorno de El Castañar formando parte de la Red de carreteras de Salamanca.